# Manuela Dachner
Manuela Dachner, född 15 juni 1960, är en tysk bågskytt. Hon deltog vid olympiska sommarspelen 1984.